# 東村里恵子
東村 里恵子（ひがしむら りえこ、1975年3月19日 - ）は、日本の政治家、新潟市議会議員（1期）。新潟県新潟市を拠点に活動するレポーター。
栃木県出身。AB型。

## 来歴・人物
- 栃木県足利市生まれ、足利女子高等学校、国士舘大学政経学部政治学科卒業[1]。長野県のコミュニティテレビこもろアナウンサー、新潟県のエフエム新津アナウンサーを経て2007年、フリーアナウンサーとして独立。レポーター等でラジオに出演している。2010年結婚、その後離婚。
- 新潟市議会議員選挙（2019年4月7日投開票）で秋葉区選挙区から無所属で出馬し5634票を獲得して候補者7名中2位で初当選[2]。会派は翔政会に所属[3]。二期目（2023年4月23日投開票）も同区から無所属で出馬し5405票を獲得して候補者7名中トップ当選を果たした[4]。

## 出演
- FM-NIIGATA Weekend NEWS N!（レポーター）